# The Byrds
Az 1964-ben, Los Angelesben alakult The Byrds az 1960-as évek egyik legnépszerűbb amerikai rockegyüttese volt.
Az 1960-as évek egyik legnépszerűbb és legnagyobb hatású együttesének tartják, mert sikeresen elegyítette a Bob Dylan-féle folkzenét a Beatles popos hangzásával. Működése során számos zenei stílus kialakulásában játszott döntő szerepet: folk-rock, space rock, raga rock, pszichedelikus rock, jangle pop és – klasszikus Sweetheart of the Rodeo című albumukon – country rock. Többszöri tagcsere után – csak Roger McGuinn maradt az eredeti tagok közül – a Byrds 1973-ban oszlott fel.
Az együttes legismertebb dalai között van két feldolgozás – Bob Dylan Mr. Tambourine Man és Pete Seeger Turn! Turn! Turn! című dala –, valamint saját szerzeményeik közül az I’ll Feel a Whole Lot Better és az Eight Miles High.
Az együttest 1991-ben beiktatták a Rock and Roll Hall of Fame-be, több tagja pedig sikeres szólókarriert kezdett a zenekar feloszlása után. 2004-ben a Rolling Stone magazin Minden idők 100 legjobb előadóját felsoroló listáján a The Byrds a 45. helyen szerepel.

## Történet
A zenekart 1964-ben, Los Angelesben alapította három énekes-gitáros: Jim McGuinn (nevét később Roger McGuinnre változtatta), David Crosby és Gene Clark. Chris Hillman basszusgitáros és Michael Clarke dobos nem sokkal ezután csatlakozott hozzájuk.
McGuinn már több folkzenekarban – The Limeliters, Chad Mitchell Trio – játszott, mielőtt 1962-1963-ban, New Yorkban Bobby Darinnek írt volna dalokat. 1963 végén Los Angelesbe ment, ahol olyan klubokban zenélt, mint a Troubadour. Miután először hallotta a Beatlest, elhatározta, hogy „Lennont elkeveri Dylannel”.

## Diszkográfia
- Mr. Tambourine Man – 1965. június 21.
- Turn! Turn! Turn! – 1965. december 6.
- Fifth Dimension – 1966. július 18.
- Younger Than Yesterday – 1967. február 20.
- The Byrds' Greatest Hits – 1967. augusztus 7.
- The Notorious Byrd Brothers – 1968. január 3.
- Sweetheart of the Rodeo – 1968. július 22.
- Dr. Byrds & Mr. Hyde – 1969. február 3.
- Ballad of Easy Rider – 1969. október 27.
- (Untitled) – 1970. szeptember 16.
- Byrdmaniax – 1971. június 23.
- Farther Along – 1971. november 17.
- The Best of The Byrds: Greatest Hits, Volume II – 1972. november 20.
- Byrds – 1973. január
- The Byrds – 1990. október 22.
- Live at the Fillmore – February 1969 – 2000. február 22.
- The Byrds Play Dylan – 2002. június 11.
- The Essential Byrds – 2003. április 22.